# O Artista da Morte
O Artista da Morte (em inglês The Kill Artist) é um livro de ficção sobre espionagem do escritor norte-americano Daniel Silva, publicado pela primeira vez no ano 2000.
Em Janeiro de 2001, o livro entrou para o 12º lugar da lista semanal de bestsellers de ficção do The New York Times.
Em Portugal, foi editado em 2008, com tradução de Vasco T. Menezes, pela Bertrand Editora.

## Sinopse
Outrora agente da Mossad, Gabriel Allon é agora restaurador de arte, procurando uma vida calma, pensando em fugir do seu passado mas é chamado para mais uma missão. Allon vai trabalhar com uma agente que vive como de modelo francesa para perseguir um fanático palestiniano. Nos trilhos do terrorismo, Tariq, já se tinha atravessado no caminho de Allon e a perseguição global caminham para um duelo onde se mistura as paixões pessoais e a intriga política. "Num mundo onde o sigilo e a duplicidade são absolutas, a vingança é um luxo sem preço e a maior das obras de arte." 